# Campeonato Maranhense de Futebol de 1949
O Campeonato Maranhense de Futebol de 1949 foi a 28º edição da divisão principal do campeonato estadual do Maranhão. O campeão foi o Moto Club que conquistou seu 6º título na história da competição. O artilheiro do campeonato foi Cosmo, jogador do Maranhão, com 25 gols marcados.

## Premiação
| Campeonato Maranhense de 1949 |
| São Luís                      |
| ----------------------------- |
| Moto Club Campeão (6º título) |